# La Liga de 1966–67
A temporada 1966/67 da Primeira Divisão de Espanha de futebol foi a 36ª edição do campeonato. Disputou-se entre o 10 de setembro de 1966 e o 23 de abril de 1967.
O Real Madri somou seu 12º título.

## Sistema de competição
A Primeira Divisão 1966/67 manteve o formato de temporadas anteriores. Esteve organizada pela Real Federação Espanhola de Futebol.
Tomaram parte 16 equipas de toda a geografia espanhola, enquadrados num grupo único. Seguindo um sistema de une, enfrentaram-se todos contra todos em duas ocasiões -uma em campo próprio e outra em campo contrário- durante um total de 30 jornadas. A ordem dos encontros decidiu-se por sorteio dantes de começar a competição.
A classificação estabeleceu-se a razão do seguinte sistema de pontuação: dois pontos para a equipa vencedor de um partido, um ponto para a cada contendiente em caso de empate e zero pontos para o perdedor de um partido. 
A equipa que mais pontos somou se proclamou campeão de une e obteve a classificação para a seguinte edição da Copa de Europa. Por sua vez, o campeão da Copa do Generalísimo obteve a classificação para a Recopa de Europa.
Os dois últimos classificados foram descidos directamente à Segunda Divisão de Espanha para a seguinte temporada, sendo substituídos pelos dois campeões de grupo de dita categoria. Por sua vez, os classificados em 13ª e 14ª posição viram-se obrigados a disputar uma promoção contra os subcampeones da cada grupo de Segunda. Dita promoção jogou-se por eliminação directa a duplo partido, sendo os ganhadores os que obtiveram praça para a seguinte temporada em Primeira Divisão.

## Equipes participantes
Esta temporada participaram 16 equipes. O Atlético de Madri inaugurou nesta temporada o novo Estádio do Manzanares (atualmente [[Estádio Vicente Calderón]]).
| Equipa                           | Cidade                  | Estádio               | capacidade |
| -------------------------------- | ----------------------- | --------------------- | ---------- |
| Clube Atlético de Bilbao         | Bilbao                  | San Mamés             | 41.400     |
| Clube Atlético de Madri          | Madri                   | Manzanares            | 70.000     |
| Clube de Futebol Barcelona       | Barcelona               | Camp Nou              | 90.138     |
| Córdoba Clube de Futebol         | Córdoba                 | O Arcángel            | 23.800     |
| Real Clube Desportivo da Corunha | A Corunha               | Riazor                | 22.182     |
| Elche Clube de Futebol           | Elche                   | Altabix               | 12.000     |
| Real Clube Desportivo Espanhol   | Barcelona               | Sarriá                | 37.618     |
| Granada Clube de Futebol         | Granada                 | Os Cármenes           | 12.700     |
| Hércules Clube de Futebol        | Alicante                | A Vinha               | 14.024     |
| União Desportiva As Palmas       | As Palmas de G. Canaria | Insular               | 20.000     |
| Pontevedra Clube de Futebol      | Pontevedra              | Pasarón               | 18.000     |
| Real Madri Clube de Futebol      | Madri                   | Santiago Bernabéu     | 90.123     |
| Centro de Desportos Sabadell     | Sabadell                | Cruz Alta             | 7.580      |
| Sevilla Clube de Futebol         | Sevilla                 | Ramón Sánchez Pizjuán | 46.325     |
| Valencia Clube de Futebol        | Valencia                | Mestalla              | 53.436     |
| Real Zaragoza Clube Desportivo   | Zaragoza                | A Romareda            | 32.416     |

Fonte: Anuário da RFEF

## Classificação final
| Pos | Equipe                | PJ | PG | PE | Pg | GF | GC | DG  | Pts |
| --- | --------------------- | -- | -- | -- | -- | -- | -- | --- | --- |
| 1   | Real Madri            | 30 | 19 | 9  | 2  | 58 | 22 | 36  | 47  |
| 2   | CF Barcelona          | 30 | 20 | 2  | 8  | 58 | 29 | 29  | 42  |
| 3   | RCD Espanhol          | 30 | 15 | 7  | 8  | 50 | 40 | 10  | 37  |
| 4   | Atlético de Madri     | 30 | 14 | 7  | 9  | 57 | 30 | 27  | 35  |
| 5   | Real Zaragoza         | 30 | 14 | 6  | 10 | 51 | 50 | 1   | 34  |
| 6   | Valencia CF           | 30 | 14 | 4  | 12 | 58 | 37 | 21  | 32  |
| 7   | Atlético de Bilbao    | 30 | 11 | 9  | 10 | 43 | 36 | 7   | 31  |
| 8   | CD Sabadell           | 30 | 11 | 8  | 11 | 35 | 38 | -3  | 30  |
| 9   | Elche CF              | 30 | 9  | 9  | 12 | 41 | 50 | -9  | 27  |
| 10  | Pontevedra CF         | 30 | 9  | 9  | 12 | 28 | 32 | -4  | 27  |
| 11  | UD As Palmas          | 30 | 8  | 10 | 12 | 32 | 38 | -6  | 26  |
| 12  | Córdoba CF            | 30 | 9  | 8  | 13 | 28 | 44 | -16 | 26  |
| 13  | Sevilla CF            | 30 | 9  | 7  | 14 | 28 | 47 | -19 | 25  |
| 14  | Granada CF            | 30 | 8  | 7  | 15 | 32 | 46 | -14 | 23  |
| 15  | Hércules CF           | 30 | 6  | 8  | 16 | 32 | 60 | -28 | 20  |
| 16  | Desportivo da Corunha | 30 | 7  | 4  | 19 | 25 | 57 | -32 | 18  |

| Classificado para a Copa de Campeões de Europa                  |
| Classificado para a Recopa de Europa                            |
| Classificado para a Copa de Feiras                              |
| Classificado para a promoção de permanência em Primeira Divisão |
| Desce a Segunda Divisão                                         |

PJ = Partidos jogados; PG = Partidos ganhados; PE = Partidos empatados; #PP = Partidos perdidos; GF = Golos a favor ; GC = Golos na contramão; DG = Diferencia de golos; Pts = Pontos

### Evolução da classificação
| Equipe / Jornada      | 1  | 2  | 3  | 4  | 5  | 6  | 7  | 8  | 9  | 10 | 11 | 12 | 13 | 14 | 15 | 16 | 17 | 18 | 19 | 20 | 21 | 22 | 23 | 24 | 25 | 26 | 27 | 28 | 29 | 30 |
| Equipe / Jornada      |    |    |    |    |    |    |    |    |    |    |    |    |    |    |    |    |    |    |    |    |    |    |    |    |    |    |    |    |    |    |
| --------------------- | -- | -- | -- | -- | -- | -- | -- | -- | -- | -- | -- | -- | -- | -- | -- | -- | -- | -- | -- | -- | -- | -- | -- | -- | -- | -- | -- | -- | -- | -- |
| Real Madri            | 1  | 1  | 3  | 3  | 2  | 2  | 2  | 1  | 2  | 1  | 1  | 1  | 1  | 1  | 1  | 1  | 1  | 1  | 1  | 1  | 1  | 1  | 1  | 1  | 1  | 1  | 1  | 1  | 1  | 1  |
| CF Barcelona          | 2  | 2  | 1  | 2  | 4  | 6  | 5  | 4  | 3  | 4  | 4  | 4  | 4  | 2  | 4  | 4  | 4  | 4  | 4  | 3  | 2  | 2  | 2  | 2  | 2  | 2  | 2  | 2  | 2  | 2  |
| RCD Espanhol          | 14 | 7  | 7  | 5  | 3  | 3  | 3  | 3  | 4  | 3  | 3  | 2  | 3  | 3  | 2  | 2  | 3  | 3  | 2  | 2  | 3  | 3  | 3  | 3  | 4  | 3  | 3  | 3  | 3  | 3  |
| Atlético de Madri     | 12 | 15 | 12 | 12 | 14 | 12 | 6  | 8  | 7  | 8  | 8  | 7  | 5  | 7  | 6  | 5  | 6  | 6  | 5  | 4  | 5  | 5  | 4  | 4  | 3  | 4  | 4  | 4  | 4  | 4  |
| Real Zaragoza         | 3  | 9  | 5  | 4  | 5  | 4  | 4  | 5  | 6  | 5  | 5  | 5  | 6  | 5  | 5  | 6  | 5  | 5  | 6  | 6  | 6  | 6  | 6  | 6  | 6  | 6  | 6  | 5  | 6  | 5  |
| Valencia CF           | 5  | 3  | 2  | 1  | 1  | 1  | 1  | 2  | 1  | 2  | 2  | 3  | 2  | 4  | 3  | 3  | 2  | 2  | 3  | 5  | 4  | 4  | 5  | 5  | 5  | 5  | 5  | 6  | 5  | 6  |
| Atlético de Bilbao    | 4  | 8  | 4  | 7  | 8  | 9  | 10 | 10 | 9  | 7  | 7  | 6  | 7  | 6  | 7  | 9  | 9  | 10 | 8  | 8  | 8  | 8  | 8  | 8  | 8  | 7  | 8  | 7  | 8  | 7  |
| CD Sabadell           | 9  | 5  | 9  | 6  | 9  | 5  | 8  | 11 | 10 | 9  | 9  | 13 | 11 | 13 | 11 | 10 | 8  | 8  | 7  | 7  | 7  | 7  | 7  | 7  | 7  | 8  | 7  | 8  | 7  | 8  |
| Elche CF              | 15 | 6  | 11 | 9  | 6  | 7  | 7  | 6  | 5  | 6  | 6  | 8  | 8  | 9  | 8  | 7  | 7  | 7  | 9  | 9  | 12 | 12 | 12 | 11 | 9  | 9  | 9  | 9  | 9  | 9  |
| Pontevedra CF         | 11 | 12 | 15 | 14 | 12 | 8  | 11 | 7  | 11 | 10 | 11 | 12 | 10 | 10 | 10 | 8  | 11 | 9  | 10 | 11 | 9  | 9  | 10 | 9  | 11 | 10 | 11 | 11 | 10 | 10 |
| UD As Palmas          | 7  | 11 | 14 | 10 | 15 | 15 | 15 | 14 | 14 | 12 | 13 | 9  | 12 | 12 | 12 | 11 | 10 | 12 | 12 | 13 | 11 | 11 | 11 | 12 | 13 | 14 | 13 | 13 | 12 | 11 |
| Córdoba CF            | 16 | 10 | 13 | 15 | 13 | 14 | 14 | 15 | 13 | 15 | 10 | 14 | 14 | 14 | 13 | 12 | 12 | 11 | 11 | 12 | 10 | 10 | 9  | 10 | 10 | 11 | 10 | 10 | 11 | 12 |
| Sevilla CF            | 8  | 13 | 8  | 11 | 7  | 11 | 12 | 13 | 15 | 13 | 15 | 10 | 13 | 11 | 14 | 14 | 14 | 13 | 13 | 10 | 13 | 13 | 13 | 13 | 12 | 12 | 12 | 12 | 13 | 13 |
| Granada CF            | 6  | 4  | 6  | 8  | 11 | 10 | 13 | 9  | 12 | 14 | 14 | 11 | 9  | 8  | 9  | 13 | 13 | 14 | 14 | 14 | 14 | 14 | 14 | 14 | 14 | 13 | 14 | 14 | 14 | 14 |
| Hércules CF           | 10 | 14 | 10 | 13 | 10 | 13 | 9  | 12 | 8  | 11 | 12 | 15 | 15 | 15 | 15 | 15 | 16 | 16 | 16 | 16 | 16 | 16 | 16 | 16 | 16 | 15 | 16 | 15 | 15 | 15 |
| Desportivo da Corunha | 13 | 16 | 16 | 16 | 16 | 16 | 16 | 16 | 16 | 16 | 16 | 16 | 16 | 16 | 16 | 16 | 15 | 15 | 15 | 15 | 15 | 15 | 15 | 15 | 15 | 16 | 15 | 16 | 16 | 16 |

### Promoção de permanência
- Disputado a duplo partido:

| Equipe 1   | Global | Equipe 2          | Ida | Volta | Desempate |
| ---------- | ------ | ----------------- | --- | ----- | --------- |
| Sevilla FC | 2-0    | Sporting de Gijón | 1-0 | 1-0   | -         |
| Equipe 1   | Global | Equipe 2          | Ida | Volta | Desempate |
| Betis      | 3-0    | Granada CF        | 2-0 | 1-0   | -         |

## Artilheiros  (Troféu Pichichi)
Waldo conseguiu o Troféu Pichichi ao artilheiro do campeonato.
| Pos. | Jogador             | Equipe            | Gols |
| ---- | ------------------- | ----------------- | ---- |
| 1º   | Waldo Machado       | Valencia CF       | 24   |
| 2º   | Eleuterio Santos    | Real Zaragoza     | 15   |
| 3º   | Marcelino Martínez  | Real Zaragoza     | 13   |
| 4º   | José María García   | RCD Espanhol      | 12   |
| 5º   | Luis Aragonés       | Atlético de Madri | 11   |
|      | Paco Gento          | Real Madri        | 11   |
| 7º   | José Juan Gutiérrez | UD As Palmas      | 10   |